# El Puntal (Granada)
El Puntal (u oficialmente Urbanización Valle del Puntal) es una localidad y pedanía española perteneciente al municipio de Padul, en la provincia de Granada. Está situada en el extremo septentrional de la comarca del Valle de Lecrín. Cerca de esta localidad se encuentran los núcleos de Padul capital, Villa de Otura, Marchena, Dúrcal, Alhendín, Cozvíjar y Cahíz de San Gregorio.
Se trata de una urbanización de iniciativa privada cuya construcción comenzó al final de la década de 1960. Su urbanismo se caracteriza por tener forma de diana, constituida por un conjunto de hasta ocho calles circulares concéntricas y varias radiales.

## Demografía
Según el Instituto Nacional de Estadística de España, en el año 2023 El Puntal contaba con 1145 habitantes censados, lo que representa el 12,13% de la población total del municipio.

### Evolución de la población
| Gráfica de evolución demográfica de El Puntal entre 2013 y 2023 |
|                                                                 |
| Datos según el nomenclátor publicado por el INE.                |

## Comunicaciones

### Carreteras
Las principales vías de comunicación que transcurren por esta localidad son:
| Identificador | Denominación               | Itinerario      |
| ------------- | -------------------------- | --------------- |
| A-44          | Autovía de Sierra Nevada   | Bailén - Motril |
| N-323         | Carretera de Sierra Nevada | Bailén - Motril |

Algunas distancias entre El Puntal y otras ciudades:
| Ciudades | Distancia (km) |
| -------- | -------------- |
| Padul    | 2              |
| Dúrcal   | 9              |
| Granada  | 17             |
| Jaén     | 109            |
| Almería  | 152            |
| Murcia   | 305            |

### Autobús
En la avenida de los Almendros, situada en la parte baja de la localidad, existe una parada de autobús. Efectúan parada los autobuses del Consorcio de Transporte Metropolitano del Área de Granada de las líneas 360 y 361, operadas por la compañía ALSA.